# Kontrabas
Kontrabas (italienska: contrabasso) är ett stort stråkinstrument i basläge, som regel med fyra strängar. Det kallas ibland basfiol, ståbas eller, i synnerhet inom jazzen, akustisk bas. Den kan knäppas med fingrarna eller spelas med stråke. Kontrabasen är vanligen 1,8–2 meter hög. En kontrabas kan emellertid också ha fem strängar, då stäms den femte strängen i ännu lägre kontra-C eller subkontra-B (H).
Kontrabasen är det djupast ljudande stråkinstrumentet. Den har vanligen fyra strängar som är stämda i kvarter, till skillnad från violininstrumentfamiljens tre instrument cellon, violan och violinen som alla är stämda i kvinter. Strängarna är, från den lägsta till den högsta, E1, A1, D och G. I notskrift noteras kontrabasens stämma i basklav upptransponerat en oktav (det vill säga tonerna klingar en oktav under de noterade tonerna).

## Historia

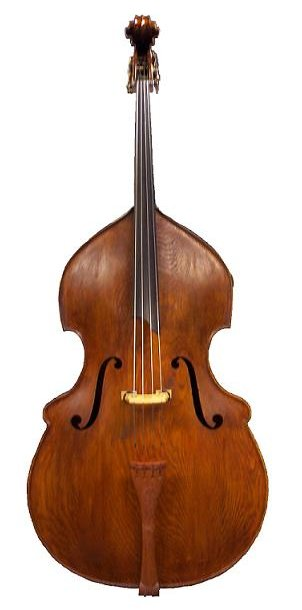
Kontrabas i så kallad busettoform (notera hörnen under kroppens inbuktningar). Detta instrument är en kopia av ett tyskt 1700-talsinstrument.

Kontrabasen härstammar från violone, en kontrabasgamba med sex strängar som var vanlig på 1600- och 1700-talen.

## Beskrivning

### Översikt
En kontrabas är cirka 180–200 cm hög. Kontrabasar finns i olika storlekar där helbasen är den största. Andra storlekar är 3/4-bas, halvbas och för barn åttondelsbas. Instrumentets kropp ser något annorlunda ut jämfört med violinfamiljens instrument. Den moderna kontrabasen har dock på flera sätt närmat sig instrumenten i violinfamiljen.
Kontrabasen kan spelas med stråke (con arco) eller knäppas med fingrarna (pizzicato). Det första är vanligast i klassisk musik, det senare i jazz- och annan populärmusik. Kontrabas är också vanlig inom folkmusik, blues, rock and roll, rockabilly/psychobilly, bluegrass och ska.

### Konstruktion
Ibland nämns även kontrabas tillsammans med medlemmar inom violinfamiljen. Kontrabasen har dock flera avvikande drag: sluttande hals, strängstämning i kvarter, breda sarger och oftast flat botten. Detta röjer dess ursprung i gambafamiljen.
Kontrabasens konstruktion är i övrigt snarlikt fiolens eller cellons, även om instrumentet har andra proportioner. På några punkter är instrumentet annorlunda byggt. Botten, alltså instrumentets baksida, kan hos kontrabasar vara utförd antingen välvd eller platt. Den välvda botten motsvarar fiolens, den platta är förstärkt med tvärsgående ribbor. Stämskruvarna är på moderna kontrabasar utförda med en utväxling. Kontrabasen är kanske också det moderna stråkinstrument som uppvisar störst variation i form och storlek. Två huvudtyper finns, nämligen instrument med gambaform och instrument med violinform. Det finns även en lite mindre känd "form" som heter busseto.

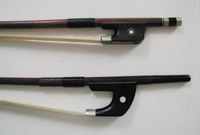
Fransk (överst) och tysk kontrabasstråke.

Kontrabasens stråke finns i två varianter. Fransk stråke liknar violin- eller cellostråken och hålls på liknande sätt mellan tumme och övriga fingrar. Tysk stråke hålls inne i handen, med handflatan uppåt. Kontrabasstråkar är ofta något kortare än fiolstråkar.

## Strängar och stämning

### Strängar
Liksom hos andra stråkinstrument har strängarna historiskt varit sensträngar (egentligen tillverkade av djurtarmar). Åtminstone den lägsta strängen är alltid omspunnen med någon metall eftersom den annars skulle bli alldeles för tjock. Moderna kontrabassträngar görs med stål- eller syntetkärna och är omspunna med olika lager av metalltråd. Något olika typer av strängar används för stråk- och pizzicatospel.

### Stämning
Medan till exempel cello och fiol nästan alltid stäms på samma sätt, finns det flera varianter av stämning hos kontrabas. För orkesterspel används ibland en förlängning av den lägst stämda (E)-strängen så att man kan spela toner ned till C1. På femsträngade kontrabasar stäms den lägsta strängen till C1 eller H2. För solospel används ofta tunnare strängar som stäms en sekund högre än vanligt, alltså F#1, H1, E, A. Noter för solostämd kontrabas transponeras en liten septim upp. Historiskt har fler stämningar förekommit. 
| I denna artikel     |
| används tonnamnen   |
| B♭ och H.           |
| Se olika skrivsätt. |